# زنان در قبرس

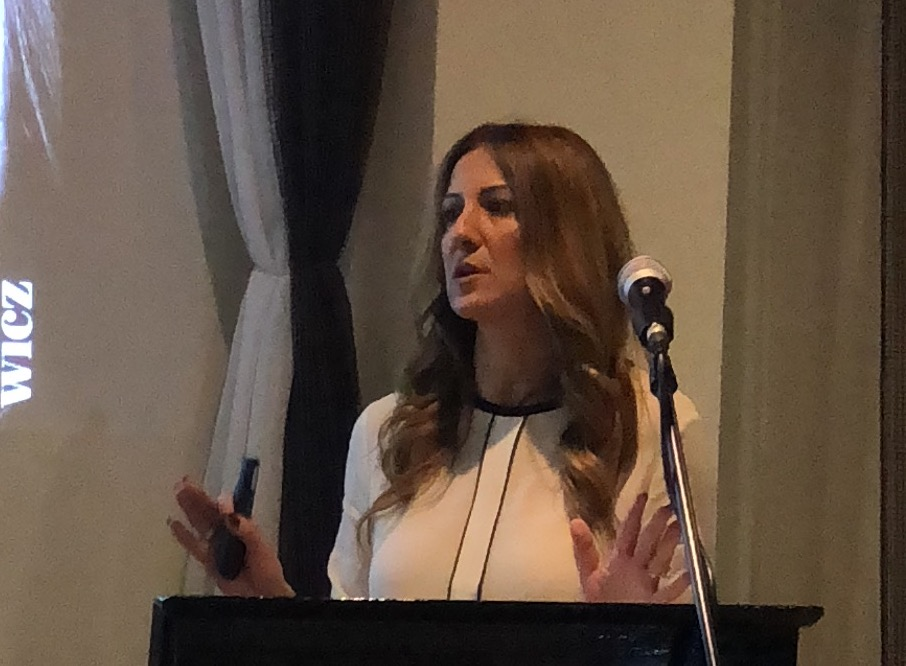
زنی در قبرس

زنان در قبرس (انگلیسی: Women in Cyprus) وضعیتی رو به پیشرفت است چرا که آن‌ها دسترسی گسترده به آموزش و پرورش و افزایش مشارکت در نیروی کار ملی را داشتند. زنان قبرس تا حد زیادی تحت تأثیر تغییرات پس از جنگ جهانی دوم قرار گرفتند. این زنان پیشرفت‌های بزرگی در جامعه خود کرده‌اند نه فقط در زمینه تحصیلات و اشتغال و کار، بلکه زنان بیشتری نیز در حال برگزاری ایجاد دفاتر و اجتماع سیاسی هستند.

## جمعیت
بر اساس گزارش جهانی جمعیت، در سال ۲۰۱۴، جمعیت قبرس ۱۵۱۵٬۰۵۸ بود. زنان در قبرس ۴۸٫۹۴۴ درصد از کل جمعیت را تشکیل می‌دهند.